# Myrtle Creek
Myrtle Creek és una població dels Estats Units a l'estat d'Oregon. Segons el cens del 2000 tenia 3.419 habitants.

## Demografia
Segons el cens del 2000, Myrtle Creek tenia 3.419 habitants, 1.339 habitatges, i 914 famílies. La densitat de població era de 754,3 habitants per km².
Dels 1.339 habitatges en un 34% hi vivien nens de menys de 18 anys, en un 50,9% hi vivien parelles casades, en un 12,6% dones solteres, i en un 31,7% no eren unitats familiars. En el 26% dels habitatges hi vivien persones soles el 12,5% de les quals corresponia a persones de 65 anys o més que vivien soles. El nombre mitjà de persones vivint en cada habitatge era de 2,55 i el nombre mitjà de persones que vivien en cada família era de 3,06.
Per edats la població es repartia de la següent manera: un 28,5% tenia menys de 18 anys, un 8,7% entre 18 i 24, un 25,7% entre 25 i 44, un 22,3% de 45 a 60 i un 14,8% 65 anys o més.
L'edat mediana era de 36 anys. Per cada 100 dones de 18 o més anys hi havia 84,1 homes.
La renda mediana per habitatge era de 30.658$ i la renda mediana per família de 40.000$. Els homes tenien una renda mediana de 30.559$ mentre que les dones 22.102$. La renda per capita de la població era de 14.813$. Aproximadament el 14,4% de les famílies i el 17,4% de la població estaven per davall del llindar de pobresa.

## Poblacions més properes
El següent diagrama mostra les poblacions més properes.